# Ectropis terrestris
Ectropis terrestris är en fjärilsart som beskrevs av Swinhoe 1902. Ectropis terrestris ingår i släktet Ectropis och familjen mätare. Inga underarter finns listade i Catalogue of Life.